# Úsečka
Úsečka je část přímky ohraničená dvěma různými body a obsahuje všechny body, které jsou mezi těmito dvěma krajními body. Úsečka je speciálním případem dokonale rovné křivky s nulovým zakřivením. Délka úsečky je dána euklidovskou vzdáleností mezi krajními body úsečky. Úsečka se zapisuje pomocí dvou krajních bodů (např. {\displaystyle AB}), někdy se používá pruh nad koncovými body (např. {\displaystyle {\overline {\rm {AB}}}}).

## Vlastnosti

Úsečka jako průnik dvou polopřímek.

V některých případech bývá bod považován za úsečku s nulovou délkou.
Úsečku lze také považovat za průnik dvou opačných polopřímek.

### Značení

Znázornění úsečky.

Úsečka se znázorňuje rovnou čarou mezi jejími krajními body. V rovině i prostoru je jednoznačně dána svými krajními body. Úsečku proto pomocí krajních bodů zapisujeme, například: úsečka {\displaystyle AB}, ale lze ji označit též malým písmenem, například: úsečka {\displaystyle a}.

### Velikost úsečky
Velikost úsečky neboli délka úsečky se většinou zapisuje pomocí dvou svislých čar (rovné závorky), např. {\displaystyle |AB|}. Spočítáme ji stejně jako vzdálenost bodů v rovině. Velikost úsečky {\displaystyle |AB|} je stejná jako velikost opačné úsečky {\displaystyle |BA|}.
Jsou-li dány body {\displaystyle A[x_{a};y_{a}]} a {\displaystyle B[x_{b};y_{b}]}, bude délka úsečky:
{\displaystyle |AB|={\sqrt {(x_{b}-x_{a})^{2}+(y_{b}-y_{a})^{2}}}}
V trojrozměrném prostoru pak je velikost úsečky mezi body {\displaystyle A[x_{a};y_{a};z_{a}]} a {\displaystyle B[x_{b};y_{b};z_{b}]} vypočteme:
{\displaystyle |AB|={\sqrt {(x_{b}-x_{a})^{2}+(y_{b}-y_{a})^{2}+(z_{b}-z_{a})^{2}}}}

### Střed úsečky

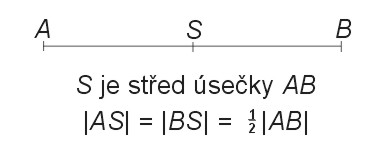
Střed úsečky.

Střed úsečky dělí úsečky na dvě stejné dlouhé části.
Je-li úsečka zadána body {\displaystyle A[x_{a};y_{a}]} a {\displaystyle B[x_{b};y_{b}]}, bude střed úsečky {\displaystyle S} mít souřadnice:
{\displaystyle S\left[{{x_{a}+x_{b}} \over {2}};{{y_{a}+y_{b}} \over {2}}\right]}
V trojrozměrném prostoru pak má úsečka zadaná body {\displaystyle A[x_{a};y_{a};z_{a}]} a {\displaystyle B[x_{b};y_{b};z_{b}]} mít střed úsečky {\displaystyle S} souřadnice:
{\displaystyle S\left[{{x_{a}+x_{b}} \over {2}};{{y_{a}+y_{b}} \over {2}};{{z_{a}+z_{b}} \over {2}}\right]}

### Osa úsečky

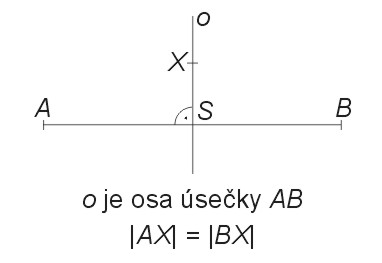
Osa úsečky.

Osa úsečky je přímka kolmá k úsečce procházející jejím středem. Všechny body na ose úsečky mají od obou krajních bodů stejnou vzdálenost.

### Souměrnost

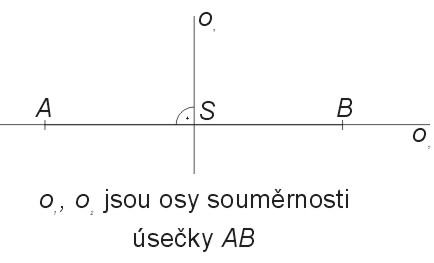
Osy souměrnosti úsečky.

Úsečka je středově souměrná podle svého středu. Úsečka je osově souměrná, má dvě osy souměrnosti: jedna osa souměrnosti je osa úsečky, druhou osou souměrnosti je přímka, na níž úsečka leží.